# Factorisation par récursivité activée par réseau
Factoring via Network-Enabled Recursion (FAFNER) (Factorisation par récursivité activée par réseau) était un projet datant de 1995 pour essayer de résoudre le problème de factorisation de RSA-130.
C'était un effort de criblage par Internet à partir de la Cooperating Systems Corporation. Bien que beaucoup d'interventions humaines aient été requises pour distribuer et collationner les résultats, ce projet peut être considéré comme l'un des premiers portant sur le calcul distribué par Internet, à l'image de SETI@home et distributed.net.